# Mount Weed
Mount Weed är ett berg i Kanada.   Det ligger i provinsen Alberta, i den centrala delen av landet, 3 000 km väster om huvudstaden Ottawa. Toppen på Mount Weed är 2 235 meter över havet.
Terrängen runt Mount Weed är huvudsakligen bergig, men åt nordost är den kuperad. Terrängen runt Mount Weed sluttar västerut. Trakten runt Mount Weed är nära nog obefolkad, med mindre än två invånare per kvadratkilometer.. Det finns inga samhällen i närheten. 
Trakten runt Mount Weed består i huvudsak av gräsmarker.